# Asiatosuchus
Asiatosuchus è un genere di coccodrilli estinto, vissuto tra il Paleocene inferiore e l'Eocene medio (tra 64 e 50 milioni di anni fa). I suoi resti sono stati ritrovati in Asia (Mongolia, Cina e forse Pakistan) ed Europa (Russia, Belgio, Francia, Italia, Germania).

## Descrizione
Di grosse dimensioni, questo coccodrillo era molto simile alle forme attuali. La lunghezza dell'animale intero poteva superare i quattro metri; la testa era robusta e fornita di un rostro dai denti acuminati. Gli arti erano piuttosto corti e dotati di artigli, mentre la coda era lunga e robusta.

## Classificazione
Benché l'aspetto fosse molto simile a quello di un odierno coccodrillo del Nilo, l'asiatosuco era più primitivo rispetto alle forme attuali, anche se apparteneva alla medesima famiglia. È probabile che la posizione filogenetica di questo coccodrillo fosse basale rispetto a quella di gran parte dei rappresentanti della famiglia Crocodylidae. La specie tipo del genere è Asiatosuchus grangeri, scoperta nel 1930 in Mongolia, mentre un'altra specie ben nota è A. germanicus, rinvenuta nel giacimento di Messel.

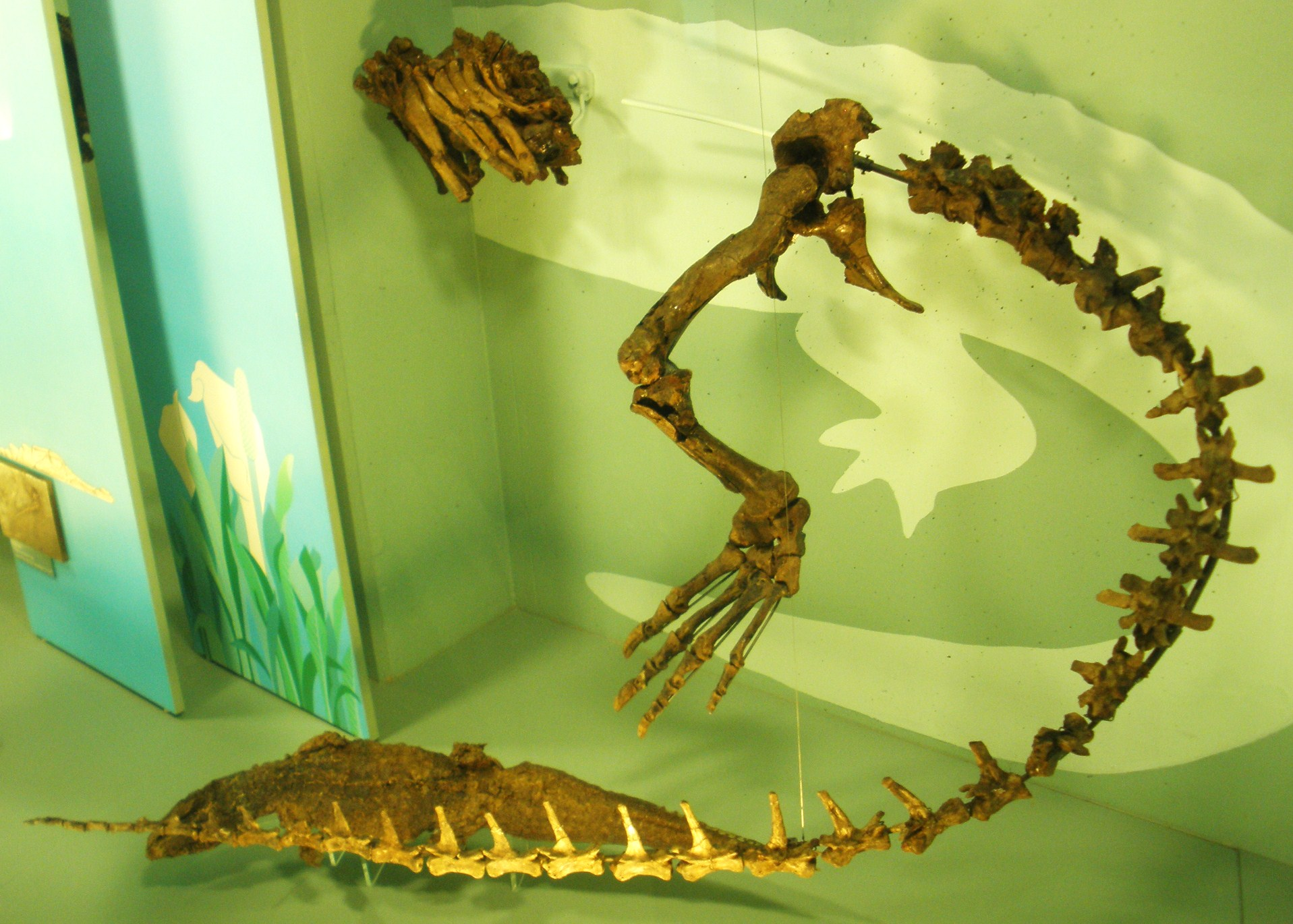
Scheletro parziale di Asiatosuchus germanicus

## Stile di vita
Come le forme attuali, l'asiatosuco viveva nei pressi di fiumi e laghi. La specie rinvenuta a Messel doveva essere il superpredatore del suo habitat, costituito da foreste subtropicali che circondavano una serie di laghi anossici durante l'Eocene. Nella laguna di Messel Asiatosuchus condivideva l'ambiente con altri coccodrilli, dalle differenti nicchie ecologiche: Diplocynodon, Baryphracta, Hassiacosuchus e Boverisuchus.